# Cofidis-Affäre
Die Cofidis-Affäre war ein Dopingskandal rund um das französische Radsportteam Cofidis. Erste Ermittlungen begannen im Jahr 2003, Urteile gegen Beteiligte wurden 2007 gesprochen.

## Die Ermittlungen

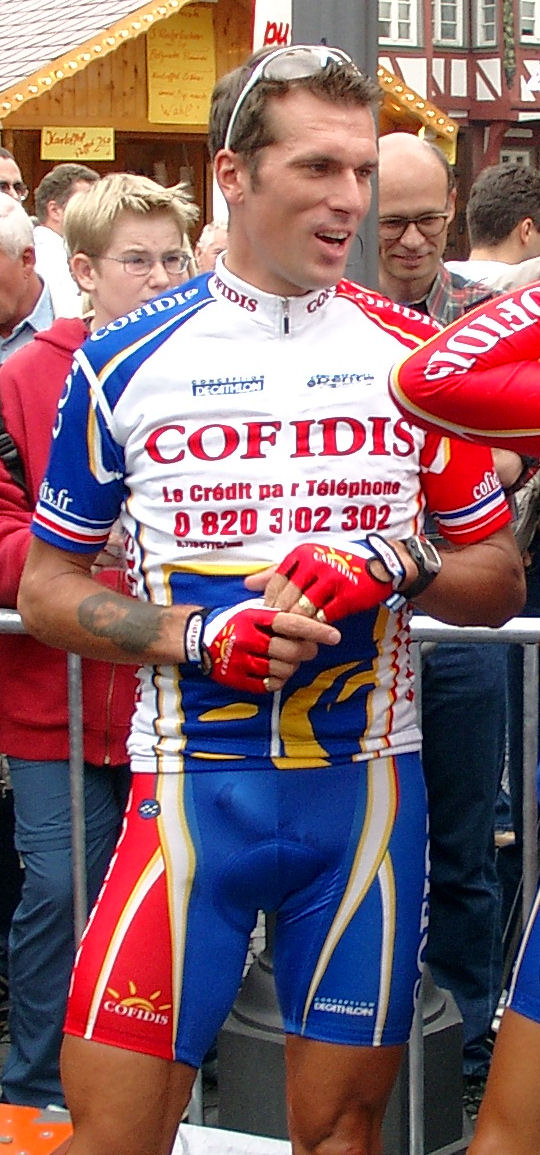
Philippe Gaumont (2003)

Am 27. Juli 2003 fand das Finale der Tour de France in Paris statt. Am selben Tag kontaktierte der Vater eines verstorbenen Amateurradsportlers die Ermittlungsbehörden in Nanterre, wo die Équipe Cofidis ihren Sitz hatte, und gab Hinweise auf Doping in der Radsportszene. Es folgten monatelange Untersuchungen und Überwachungen, die im Januar 2004 in mehreren Razzien mündeten.
Im Zentrum der Ermittlungen stand der Soigneur (Betreuer/Pfleger) des Teams, Bogdan („Bob“) Madejak, der bereits in die Doping-Affäre um Raimondas Rumšas im Jahre 2002 verwickelt gewesen war; er kam in Untersuchungshaft und wurde vom Team suspendiert. Er soll Hauptdrahtzieher eines Beschaffungs- und Verteilungssystems gewesen sein. Es folgten Hausdurchsuchungen bei Cofidis und bei Teamarzt Dr. Jean-Jacques Menuet, jedoch ohne Ergebnis, wohingegen man bei dem ehemaligen Cofidis-Fahrer Marek Rutkiewicz fündig wurde: Als er von einer Reise aus Warschau nach Paris zurückkehrte, wurden bei ihm verbotene Substanzen gefunden. Folgende Hausdurchsuchungen und Vernehmungen betrafen die Rennfahrer Philippe Gaumont, Cédric Vasseur und Robert Sassone, der bis Ende 2003 bei Cofidis einen Vertrag gehabt hatte. Bei Sassone wurden Testosteron, EPO und Amphetamine gefunden, woraufhin er ein Teilgeständnis ablegte und Rutkewicz und Gaumont als seine Lieferanten nannte. Er gab den Behörden auch den Hinweis auf eine Apotheke in Paris, in der Fahrer sich ohne Rezept mit Dopingsubstanzen versorgen konnten. Ende Januar 2004 wurden bei dem Neuprofi Daniel Majewski, einem Freund von Majedak, in Frankreich nicht zugelassene Medikamente, die als maskierende Substanzen eingesetzt werden, aus Spanien und Italien sichergestellt. Anfang April geriet der nächste Fahrer, Médéric Clain, unter Verdacht. Hinweise auf eine Mitschuld von Teammanager Alain Bondue, die bis in das Jahr 1999 zurückreichten, wurden immer stärker. Er sowie Teamarzt Menuet wurden von der Staatsanwaltschaft verhört und vom Team suspendiert, schließlich traten sie – mutmaßlich auf Druck des Sponsors – von ihren Ämtern zurück.
Ende Juni 2004 wurden auch bei dem Weltmeister im Zeitfahren, dem Schotten David Millar, leere EPO-Ampullen in einem Buchversteck gefunden; sein WM-Titel wurde ihm aberkannt, und er wurde für zwei Jahre gesperrt. Sein Teamkamerad Massimiliano Lelli gestand Doping mit EPO ein.
Die Ermittlungen ergaben, dass es im Team Cofidis kein teamintern organisiertes Doping gegeben habe. Alle Beteiligten hätten für sich agiert, dies allerdings in einem Umfeld, in dem Doping als normal galt und akzeptiert wurde.
Im April 2004 wurde eine wissenschaftliche Arbeit des Arztes Dr. Jean-Christophe Seznec in der Sportzeitschrift L’Équipe über Dopingpraktiken des Teams im Jahre 1999 veröffentlicht. Die Radprofis von Cofidis hätten sich abends zwischen zwei Etappen mit hohen Dosen des Schlafmittels Stilnox berauscht: „Die Suchtprobleme entstanden im Laufe dieser Saison 1999 [...] ursprünglich aus einer gestörten Haltung.“ Rennfahrer des Teams hätten – auch während Etappenfahrten – Nachtclubs und Prostituierte besucht, Viagra, Alkohol und vermutlich weitere Drogen konsumiert. Neulingen im Team würden, als Initiationsritus, ohne ihr Wissen Medikamente ins Essen gemischt. L'Equipe berichtete weiter, dass Stilnox im vergangenen Herbst von Cofidis-Fahrern zerrieben, mit Ephedrin gemischt und geschnupft worden sei wie Kokain. Mehrere Fahrer hätten im Rausch in der achten Etage eines Hotels von einem Balkon auf den anderen klettern wollen.

## Gerichtsverfahren
Im November 2006 wurde in Nanterre gegen zehn Personen wegen Einfuhr, Transport, Erwerb, Überlassung und Weitergabe von Dopingmitteln sowie wegen Anstiftung zum Konsum von Dopingmitteln oder maskierender Substanzen Anklage erhoben: Die Fahrer Massimiliano Lelli, David Millar, Philippe Gaumont, Robert Sassone, Médéric Clain, Marek Rutkiewicz und Daniel Majewski mussten sich neben Boguslaw Madejak, dem Sportlichen Leiter Oleg Koslitin und einem Apotheker vor Gericht verantworten. Der Teamarzt Jean-Jacques Menuet und sein Kollege Armand Mégret waren nicht angeklagt.
Im Gerichtsverfahren vor der 12. Strafkammer des Landgerichts von Nanterre gab Philippe Gaumont zu, während seiner gesamten Karriere gedopt zu haben. Die Ärzte Menuet und Mégret wurden als Zeugen befragt und wiesen Gaumonts Anschuldigungen zurück, von den Dopingpraktiken gewusst, sie unterstützt und nichts dagegen unternommen zu haben. Menuet betonte, er habe einmal die Antidoping-Kommission wegen Dopingverdachts bei einem Fahrer benachrichtigt. Die primäre Aufgabe eines Teamarztes sei es jedoch, sich um die Fahrer zu kümmern, nicht sie zu denunzieren. So habe er auch nach einem Psychologen für das Team verlangt, da Fahrer aufgrund von Schlafmitteln und anderen Substanzen unter sexuellen Störungen gelitten und Nächte damit verbracht hätten, mit dem Kopf gegen die Wand zu schlagen. Die Vorsitzende Richterin Ghislaine Polge hielt Madejak vor: „Haben Sie diese jungen Leute, die Sie als Ihre Söhne beschreiben, Mittel nehmen lassen, die körperlichen Verfall, Wahnsinn und den Tod zur Folge haben können?“ Sie führte an, dass die Lebenserwartung französischer Radrennfahrer bis Ende des Zweiten Weltkrieges über dem Durchschnitt der Bevölkerung gelegen habe, sich seit 1945 der Trend jedoch umgekehrt habe.
Nach fünf Gerichtstagen, am 19. Januar 2007, wurden die Urteile gesprochen. Millar und Lelli wurden freigesprochen, da ihre Vergehen aller Wahrscheinlichkeit nach nicht in Frankreich stattgefunden hatten. Madejak erhielt eine Gefängnisstrafe von einem Jahr, davon neun Monate auf Bewährung, die Fahrer Philippe Gaumont, Robert Sassone, Marek Rutkiewicz und Daniel Majewski sechs sowie Médéric Clain und Oleg Koslitin je drei Monate auf Bewährung. Die  Sponsorin des Teams, die Société Cofidis, die als Zivil-Nebenkläger aufgetreten war, musste auf alle Forderungen verzichten. Der Vorsitzende Richterin bescheinigte Cofidis eine Mitverantwortung: „Die Regeln, die der Rennvorbereitung auf diesem hohen Niveau zugrunde liegen, ebenso wie die finanziellen Verlockungen und das Verlangen nach Ruhm können die Fahrer in der Wahl ihrer Vorbereitung beeinflussen.“

## Weitere Vorkommnisse

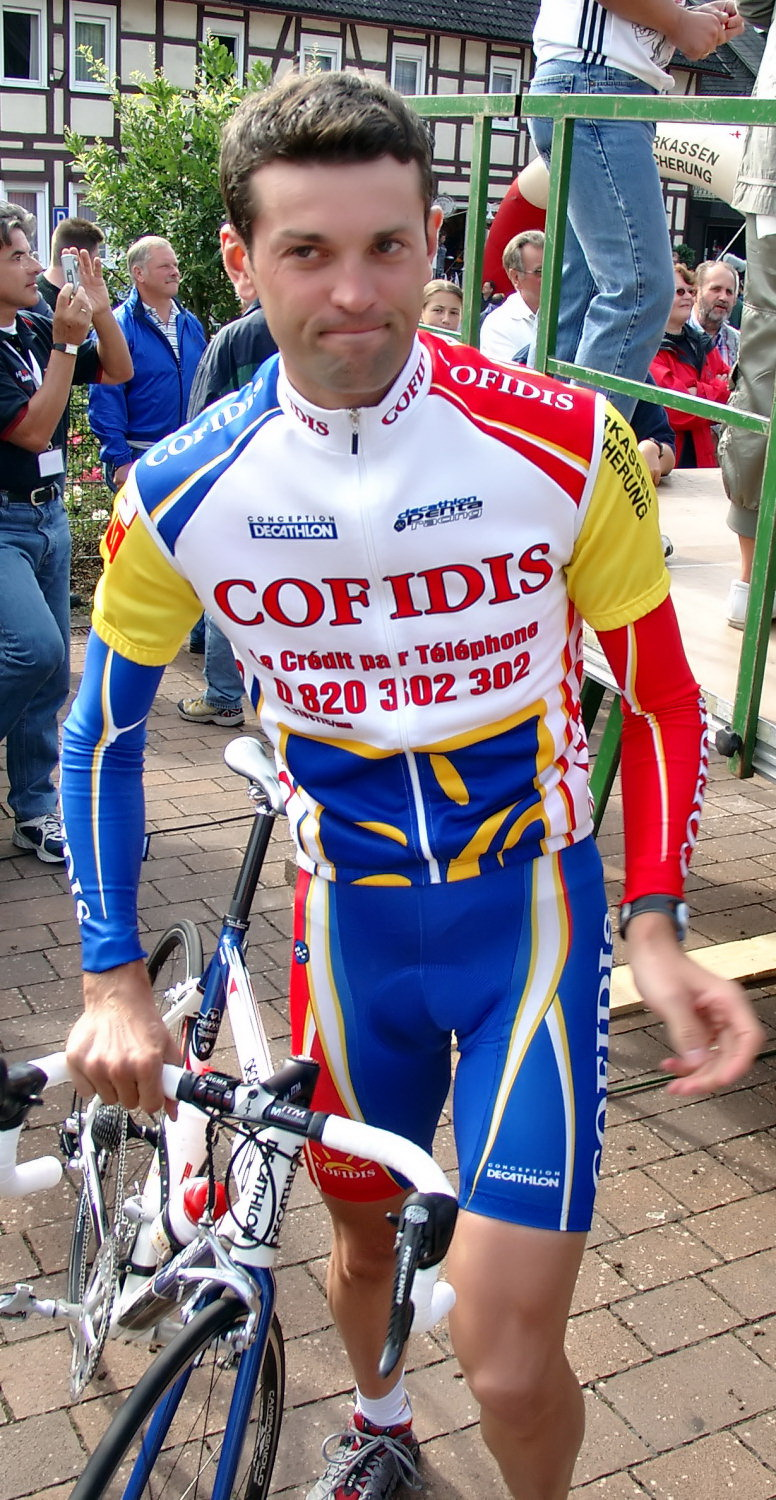
Cédric Vasseur (2003)

Im Januar 2004 wurden in einer Haarprobe von Cédric Vasseur Rückstände von Kokain gefunden. Obwohl die B-Probe negativ ausfiel, wurde Vasseur 2004 nicht zur Tour zugelassen. Ein Ermittlungsverfahren der französischen Behörden gegen ihn wurde im Herbst 2004 eingestellt; 2005 konnte Vasseur zum siebten Mal an der Tour de France teilnehmen. Es erwies sich, dass die Haarprobe, mit der dem Fahrer Kokain-Konsum nachgewiesen wurde, nicht von ihm stammte, und es tauchten unter belastenden Vernehmungsprotokollen gefälschte Unterschriften auf. Die Staatsanwaltschaft ermittelte in Polizeikreisen: Im Mai 2006 wurde ein Polizist zu zehn Monaten Gefängnis auf Bewährung verurteilt wegen Fälschung der Unterschriften, zudem musste er 10 000 Euro an Vasseur bezahlen.
Im Laufe der Ermittlungen wurden fünf Journalisten, nachdem sie abgehört und ihre Büros durchsucht worden waren, im Oktober 2005 wegen Verstoßes gegen das Ermittlungsgeheimnis in Untersuchungshaft genommen, da polizeiliche Akten an die Öffentlichkeit geraten waren. Le Monde berichtete am 10. Juni 2004, es habe während der gesamten Ermittlungszeit Versuche, auch aus Richtung des französischen Sportministeriums, gegeben, die Untersuchungen zu beeinflussen. Wären die Ermittlungen entsprechend den vorliegenden Hinweisen ausgeweitet worden, hätten weitere Teams nicht an der Tour de France 2004 teilnehmen können, und auch andere Sportarten wären betroffen gewesen. So betreute Cofidis-Teamarzt Menuet auch französische Leichtathleten.

## Todesfälle von Teammitgliedern
In den Jahren nach dieser Doping-Affäre kam es zu insgesamt drei Todesfällen von ehemaligen Fahrern des Teams Cofidis: Frank Vandenbroucke starb 2009 an einer Lungenembolie; bei der Obduktion wurde zudem ein Herzfehler diagnostiziert und jahrelanger Drogenkonsum konstatiert. Philippe Gaumont erlitt im April 2013 einen Herzanfall und starb nach rund drei Wochen, nachdem er im Koma gelegen hatte. Robert Sassone starb 37-jährig im Januar 2016; er nahm sich das Leben, weil er an Krebs erkrankt war.